# Јошје (Крушевац)
Јошје је насељено место града Крушевца у Расинском округу. Према попису из 2022. било је 196 становника (према попису из 1991. било је 360 становника).

## Демографија
У насељу Јошје живи 249 пунолетних становника, а просечна старост становништва износи 47,5 година (45,8 код мушкараца и 49,1 код жена). У насељу има 85 домаћинстава, а просечан број чланова по домаћинству је 3,42.
Ово насеље је великим делом насељено Србима (према попису из 2002. године), а у последња три пописа, примећен је пад у броју становника.
|  |

| Демографија | Демографија | Демографија |
| Година      | Становника  | Становника  |
| ----------- | ----------- | ----------- |
| 1948.       | 472         |             |
| 1953.       | 494         |             |
| 1961.       | 438         |             |
| 1971.       | 443         |             |
| 1981.       | 414         |             |
| 1991.       | 360         | 337         |
| 2002.       | 291         | 321         |

| Етнички састав према попису из 2002.‍ | Етнички састав према попису из 2002.‍ | Етнички састав према попису из 2002.‍ | Етнички састав према попису из 2002.‍ | Етнички састав према попису из 2002.‍ |
| ------------------------------------ | ------------------------------------ | ------------------------------------ | ------------------------------------ | ------------------------------------ |
|                                      |                                      |                                      |                                      |                                      |
| Срби                                 | Срби                                 |                                      | 290                                  | 99,65%                               |
| непознато                            | непознато                            |                                      | 1                                    | 0,34%                                |

| Година пописа     | 1948. | 1953. | 1961. | 1971. | 1981. | 1991. | 2002. |
| ----------------- | ----- | ----- | ----- | ----- | ----- | ----- | ----- |
| Број домаћинстава | 93    | 99    | 96    | 99    | 96    | 87    | 85    |

| Број чланова      | 1  | 2  | 3  | 4  | 5 | 6 | 7 | 8 | 9 | 10 и више | Просек |
| ----------------- | -- | -- | -- | -- | - | - | - | - | - | --------- | ------ |
| Број домаћинстава | 12 | 26 | 11 | 14 | 7 | 6 | 6 | 2 | 1 | 0         | 3,42   |

| Пол    | Укупно | Неожењен/Неудата | Ожењен/Удата | Удовац/Удовица | Разведен/Разведена | Непознато |
| ------ | ------ | ---------------- | ------------ | -------------- | ------------------ | --------- |
| Мушки  | 121    | 19               | 89           | 10             | 1                  | 2         |
| Женски | 134    | 11               | 91           | 29             | 2                  | 1         |
| УКУПНО | 255    | 30               | 180          | 39             | 3                  | 3         |

| Пол    | Укупно                    | Пољопривреда, лов и шумарство | Рибарство                            | Вађење руде и камена | Прерађивачка индустрија       |
| ------ | ------------------------- | ----------------------------- | ------------------------------------ | -------------------- | ----------------------------- |
| Мушки  | 64                        | 32                            | 0                                    | 0                    | 22                            |
| Женски | 32                        | 20                            | 0                                    | 0                    | 3                             |
| УКУПНО | 96                        | 52                            | 0                                    | 0                    | 25                            |
| Пол    | Производња и снабдевање   | Грађевинарство                | Трговина                             | Хотели и ресторани   | Саобраћај, складиштење и везе |
| Мушки  | 0                         | 1                             | 1                                    | 1                    | 1                             |
| Женски | 0                         | 0                             | 1                                    | 0                    | 0                             |
| УКУПНО | 0                         | 1                             | 2                                    | 1                    | 1                             |
| Пол    | Финансијско посредовање   | Некретнине                    | Државна управа и одбрана             | Образовање           | Здравствени и социјални рад   |
| Мушки  | 0                         | 0                             | 0                                    | 2                    | 0                             |
| Женски | 0                         | 0                             | 0                                    | 1                    | 0                             |
| УКУПНО | 0                         | 0                             | 0                                    | 3                    | 0                             |
| Пол    | Остале услужне активности | Приватна домаћинства          | Екстериторијалне организације и тела | Непознато            | Непознато                     |
| Мушки  | 0                         | 0                             | 0                                    | 4                    | 4                             |
| Женски | 0                         | 0                             | 0                                    | 7                    | 7                             |
| УКУПНО | 0                         | 0                             | 0                                    | 11                   | 11                            |